# Верещаки (Тернопольская область)
Вереща́ки (укр. Верещаки) — село в Лановецкой городской общине Кременецкого района Тернопольской области Украины.
До 2020 года входило в Лановецкий район.
Код КОАТУУ — 6123882701. Население по переписи 2001 года составляло 729 человек.

## Географическое положение
Село Верещаки находится у истоков реки Свиноройка,
ниже по течению примыкает село Вышгородок.

## История
- 1601 год — дата основания.

## Объекты социальной сферы
- Школа I—II ст.
- Клуб.
- Фельдшерско-акушерский пункт.

## Достопримечательности
- Братская могила советских воинов.